# Trichogaster
Genre
Trichogaster est un genre de poissons d'eau douce de la famille des Osphronemidae. Ce genre regroupait 8 espèces décrites et au moins autant de sous-espèces, voire d'espèces non décrites.

## Liste (ancienne) des espèces
- Trichogaster chuna (Hamilton, 1822) ou Colisa chuna — gourami miel
- Trichogaster fasciata Bloch & Schneider, 1801
- Trichogaster labiosus Day, 1877 — gourami à grosses lèvres
- Trichogaster lalius (Hamilton, 1822) ou Colisa lalia — gourami nain
- Trichogaster leerii (Bleeker, 1852) — gourami perlé
- Trichogaster microlepis (Günther, 1861)
- Trichogaster pectoralis (Regan, 1910)
- Trichogaster trichopterus (Pallas, 1770) — gourami bleu

Selon Catalogue of Life (3 mai 2022) et NCBI (3 mai 2022) :
- Trichogaster chuna (Hamilton, 1822) — gourami miel
- Trichogaster fasciata Bloch & Schneider, 1801
- Trichogaster labiosa Day, 1877
- Trichogaster lalius (Hamilton, 1822) — gourami nain

### Article connexe

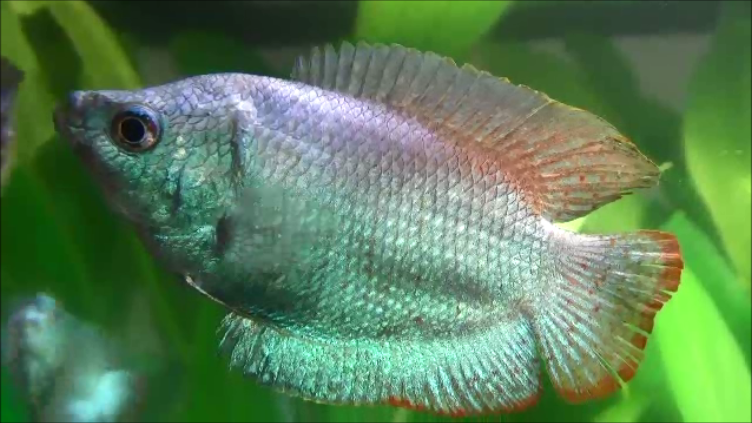
Trichogaster lalius - variété d'élevage bleue